# ジョージ・ヘンリー・ピーターズ

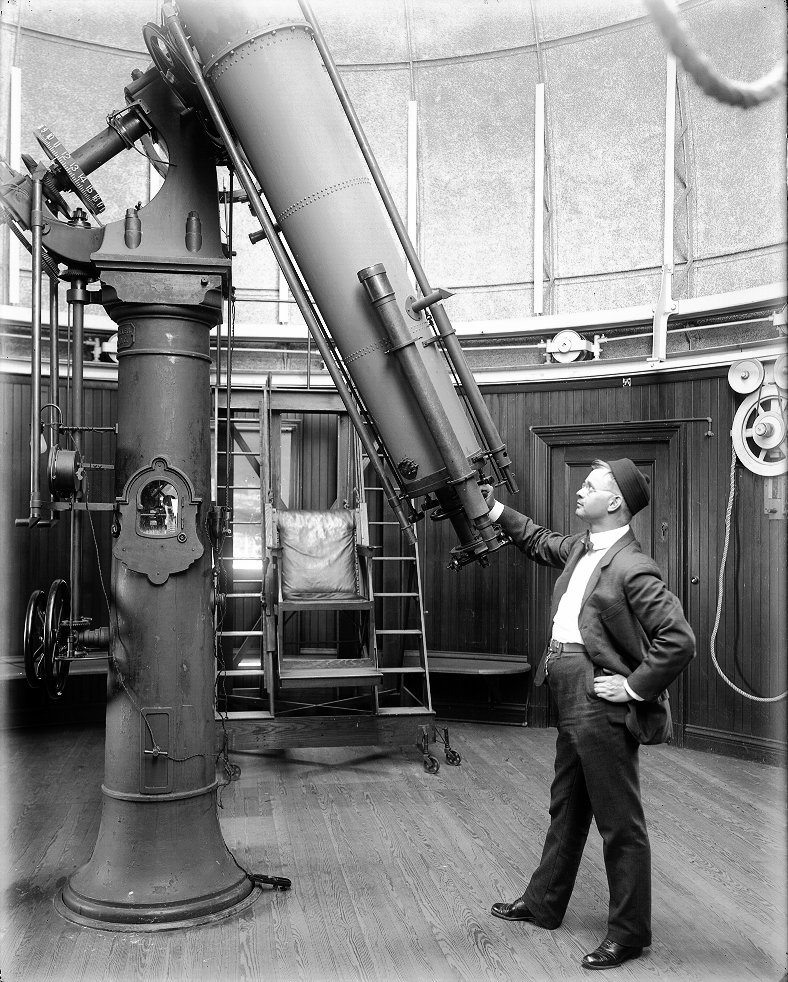
ジョージ・ヘンリー・ピーターズ

ジョージ・ヘンリー・ピーターズ（George Henry Peters、1863年-1947年10月18日）は、アメリカ合衆国の天文学者。
アメリカ海軍天文台で天体写真家として働き、3つの小惑星を発見した。また太陽のコロナの撮影を行った。